# L'École de la chair
Pour plus de détails, voir Fiche technique et Distribution.
L'École de la chair est un film franco-belgo-luxembourgeois réalisé par Benoît Jacquot, sorti en 1998. Il est l'adaptation cinématographique du roman éponyme de Yukio Mishima.

## Synopsis
Dominique et Quentin se rencontrent à Paris. Il est jeune, elle moins. Elle vit, il survit. Tout les sépare, leur monde est étranger l'un à l'autre. Et comme toujours un regard suffit à les enchaîner pour un temps. Quand l'histoire se termine, Dominique revient à elle, mais elle est une autre.

## Fiche technique
- Titre : L'École de la chair
- Réalisation : Benoît Jacquot assisté de Antoine Santana, Raphaël Frydman et Frédéric Fonteyne
- Scénario : Jacques Fieschi, d'après le roman de Yukio Mishima
- Photographie : Caroline Champetier
- Montage : Luc Barnier
- Décors : Katia Wyszkop
- Costumes : Corinne Jorry
- Musique : Georges Bodossian
- Production : Fabienne Vonier, Zakaria Alaoui et Fabienne Tsaï
- Pays d'origine : France, Luxembourg, Belgique
- Format : couleurs - 2,35:1 - DTS / Dolby Digital - 35 mm
- Genre : drame, romance
- Durée : 110 minutes
- Dates de sortie : mai 1998 (festival de Cannes), 18 novembre 1998 (France)

## Distribution
- Isabelle Huppert : Dominique
- Vincent Martinez : Quentin
- Vincent Lindon : Chris
- Jean-Louis Richard : M. Thorpe
- Marthe Keller : Mme Thorpe
- François Berléand : Soukaz
- Danièle Dubroux : L'amie de Dominique
- Bernard Le Coq : David Cordier
- Roxane Mesquida : Marine Thorpe
- Jean-Claude Dauphin : Louis-Guy
- Michelle Goddet : La mère de Quentin
- Jan-Michell : Marcus, ami de Quentin
- Laurent Jumeaucourt : Le jeune plombier chez Chris
- Pierre Laroche : Robert
- Richard Schroeder : Le photographe
- Lyes Salem : le vendeur marocain
- Jonathan Ubrette : l'enfant boxeur
- Nicolas Pignon : l'homme de la fin
- François Vincentelli
- Stéphane Foenkinos

## Réception critique
Pour Sophie Bonnet des Inrocks, « en filmant une passion avec raison, Benoît Jacquot passe à côté de son sujet. Le spectateur aussi. »

## Distinctions

### Sélection
- Festival de Cannes 1998 : sélection officielle, en compétition
- Festival international du film francophone de Namur

### Nominations
- Nomination au César de la meilleure actrice pour Isabelle Huppert en 1999.